# Klaus von Klitzing
Klaus von Klitzing (n. 28 iunie 1943, Środa Wielkopolska, voievodatul Polonia Mare, Polonia) este un fizician german, laureat al Premiului Nobel pentru Fizică, în 1985, pentru descoperirea efectului Hall cuantic.